# Hincmar van Reims

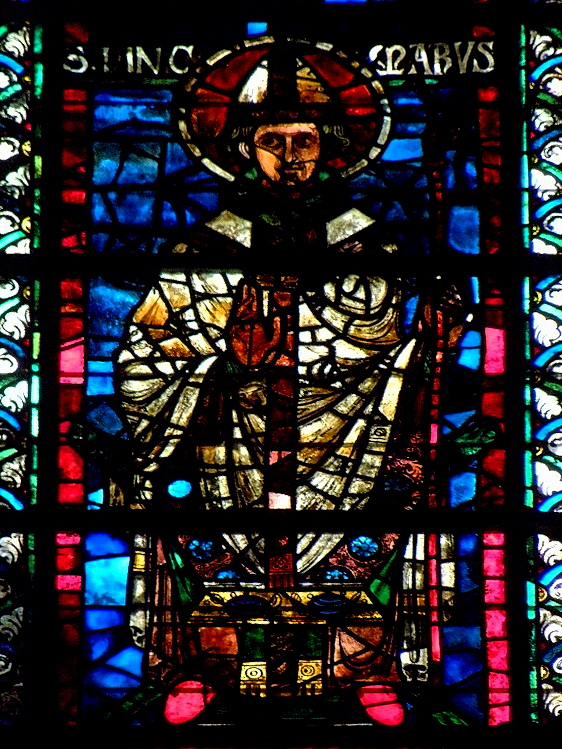
Weergave van Hincmar van Reims op een glas-in-loodraam in de basiliek van Saint-Rémi in Reims.

Hincmar van Reims (ongeveer 806 - Épernay, 21 (of 23) december 882) was een Frankisch rooms-katholiek geestelijke. Hij was vriend, adviseur en propagandist van keizer Karel de Kale, die hem in 845 tot aartsbisschop van Reims benoemde. Hincmar van Reims wordt als een van de opmerkelijkste figuren in de kerkelijke geschiedenis van het Karolingische periode gezien.

## Leven

### Opleiding en afkomst
Hincmar van Reims kwam voort uit een aanzienlijk geslacht in het Frankische Rijk en was waarschijnlijk afkomstig uit het noorden of noordoosten van Francië. Voorbestemd voor het kloosterleven kreeg Hincmar een gedegen opleiding in de abdij van Saint-Denis (pal ten noorden van Parijs) onder leiding van de gerenommeerde abt Hilduin (gestorven 844), die hem in 822 aan het hof van keizer Lodewijk de Vrome introduceerde. Toen Hilduin in 830 in ongenade viel omdat hij partij had gekozen voor de partij van Lotharius I, vergezelde Hincmar hem in ballingschap naar de Abdij van Corvey in Saksen. Toen Hilduin zich weer met de keizer verzoende, keerde Hincmar in diens gezelschap weer naar Saint-Denis terug. Tijdens de daaropvolgende strijd van Lodewijk de Vrome met zijn zoons in de jaren 830 bleef Hincmar steeds trouw aan de keizer.

### Aartsbisschop van Reims
In 845 werd hij door Karel de Kale, de opvolger van in 840 overleden Lodewijk de Vrome aangesteld als aartsbisschop van Reims.
Hij was als primaat van Gallië een der eerste verdedigers van de privilegiën der Gallicaanse Kerk tegen paus Adrianus II. Dit bracht hem meteen in hevige twisten met zijn eigen neef, insgelijks Hincmar genaamd, de bisschop van Laon, die de partij had gekozen van de paus tegen Karel de Kale. De neef werd voor de conciliën van Verberie (869) en Attigny (870) gedaagd, en vervolgens bij dat van Douzy (871) veroordeeld en als bisschop afgezet. Daarna verdacht van samenzwering tegen Karel de Kale, werd Hincmar van Laon in de kerker geworpen en op barbaarse wijze van zijn gezichtsvermogen beroofd. In 878 werd hij hersteld als bisschop van Laon. Hij overleed echter al spoedig. Hincmar ruziede ook met Ansegisus, aartsbisschop van Sens, die van paus Johannes VIII een primaatschap ontvangen had.
In samenwerking met paus Nicolaas I noodzaakte Hincmar van Reims de koning van Midden-Francië Lotharius II zijn verstoten gemalin Theutberga (Thietberge) weder tot zich te nemen.
Hincmar was een bestrijder van dwaalleren, onder andere van de predestinatieleer van Godschalk van Orbais, die zijn predestinatieleer gemodelleerd beweerde te hebben op die van Sint-Augustinus. Hincmar plaatste zich aan het hoofd van de partij die Gottschalks doctrines als ketters afwees. Hij slaagde er in 849 in de arrestatie en gevangenneming van zijn tegenstander te bewerkstelligen. Voor althans een deel van zijn leerstellingen vond Gottschalk echter vurige verdedigers, zoals Lupus van Ferrières, Prudentius van Troyes, de diaken Florus van Lyon en Amolo van Lyon. Door de energie en activiteiten van Hincmar werden de theorieën van Gottschalk tijdens het tweede concilie van Quierzy (853) en het concilie van Valence (855) echter veroordeeld. Deze beslissingen van de twee synodes werden in 859 nogmaals bevestigd tijdens de synoden van Langres en Savonnières, in de buurt van Toul. Om de predestinatieketterij te weerleggen schreef Hincmar zijn De praedestinatione Dei et libero arbitrio op. Tegen bepaalde stellingen over de heilige drievuldigheid, die door Gottschalk werden aangehangen, schreef Hincmar een verhandeling genaamd De una et non trina deitate. Gottschalk stierf in 868 in gevangenschap.

### Episcopale conflicten
In het midden van de negende eeuw verscheen er in Gallië de collectie van 'valse decretalen' die algemeen bekendstaan als de Pseudo-isidorische decretalen. De exacte datum en de omstandigheden van de samenstelling van deze collectie zijn nog steeds een open vraag, maar het is zeker dat Hincmar een van de eersten was die op de hoogte was van hun bestaan. Blijkbaar wist hij echter niet dat de documenten vervalsingen waren. Het belang dat in deze decreten aan de bisschoppen en de provinciale raden werd toegekend, alsmede het belang dat aan de directe interventie door de Heilige Stoel werd toegekend, perkte de rechten van de metropolieten (de aartsbisschoppen) van twee kanten sterk in.
Bisschop Rothad van Soissons, een zeer actief lid van de partij die zich uitsprak voor de pseudo-Isidorische theorieën, kwam onmiddellijk in botsing met zijn aartsbisschop. In 863 werd hij op het concilie van Soissons, dat werd voorgezeten door Hincmar, afgezet. Rothad liet het hier echter niet bij zitten en ging in Rome in beroep. Daar vond hij steun bij paus Nicolaas I en in 865 werd Rothad, ondanks de stevige protesten van de aartsbisschop van Reims, door bisschop Arsenius van Orte, de legaat van de Heilige Stoel, in zijn bisschopszetel hersteld.
Hincmar ervoer een nieuwe check in zijn macht toen hij trachtte Wulfad, een van de geestelijken die was afgezet door Ebbo, te beletten om met steun van Karel de Kale aartsbisschop van Bourges te worden. Na een in Soissons gehouden synode sprak paus Nicolaas I zich echter in het voordeel van de afgezette geestelijke uit. Hincmar werd in 866 gedwongen zich te onderwerpen.

### 877-882: Regeringen van Lodewijk de Stotteraar, Lodewijk III en Karloman
Hoewel Hincmar zeer vijandig ten aanzien van Karels expeditie naar Italia had gestaan, was hij wel onder diens testamentaire executeurs. Hij heeft wezenlijk bijgedragen aan de onderwerping van de rijksedelen aan Lodewijk de Stotteraar, die hij op 8 december 877 in Compiègne kroonde. Tijdens het bewind van Lodewijk speelde hij een onduidelijke rol. Hij steunde weliswaar de troonsbestijging van Lodewijk III en Karloman II, maar had aan de andere kant ook een geschil met Lodewijk, die een kandidaat op de suffragaanbisschopszetel van Beauvais wilde installeren, waar Hincmar zich in zijn rol als aartsbisschop niet in kon vinden.
Aan Karloman richtte Hincmar bij diens troonsbestijging in 882 zijn De ordine palatii. Dit werk was gedeeltelijk gebaseerd op een (nu verloren gegane) verhandeling door Adalard, de abt van Corbie (ca. 814). In dit werk zette Hincmar zijn systeem van regeren uiteen en gaf hij zijn mening over de taken van een soeverein, een onderwerp waar zij zich al eerder over had uitgelaten in zijn De regis persona et regio ministerio, dat op een onbekend tijdstip aan Karel de Kale was gewijd, en in zijn Instructio ad Ludovicum regem, gericht aan Lodewijk de Stotteraar bij gelegenheid van diens troonsbestijging in 877.

### Overlijden
In het najaar van 882 noopte een inval van de Noormannen in zijn diocees de oude aartsbisschop om zich met spoed vanuit Reims naar Épernay te begeven, in welke stad hij kort daarna, op 21 december 882 op ongeveer 75-jarige leeftijd overleed. Hij werd later zalig verklaard. Zijn feestdag is op 21 december.

## Werken
Hincmar was een productief schrijver. Naast zijn reeds vermelde werk, was hij de auteur van verschillende theologische traktaten, van de De villa Noviliaco, over het claimen van een domein voor zijn kerk. Vanaf 861 nam hij de Annales Bertiniani over van Prudentius van Troyes, die een eerdere periode voor zijn rekening had genomen. De Annales Bertiniani zijn de beste bron voor de geschiedenis van de regering van Karel de Kale. Hij schreef ook een groot aantal brieven, waarvan sommige bewaard zijn gebleven, en anderen zijn opgenomen in de kronieken van Flodoard van Reims.
Hincmars werken, de voornaamste bron voor zijn levensgeschiedenis, werden verzameld en uitgegeven door Jacques Sirmond (Paris, 1645) en in de 19e eeuw herdrukt door Migne, Patrologia Latina, deel. cxxv and cxxvi. Zie ook Carl von Noorden, Hinkmar, Erzbischof von Reims (Bonn, 1863), en speciaal, Heinrich Schrörs, Hinkmar, Erzbischof von Reims (Freiburg im Breisgau, 1884). Voor Hincmars politieke en kerkelijke theorieën, zie het voorwoord bij Maurice Prous editie van de De ordine palatii (Paris, 1885) en de abt Émile Lesne, La hiérarchie épiscopale en Gaule et en Germanie (Parijs, 1905).

## Voetnoten
1. ↑  Norman F. Cantor, The Civilization of the Middle Ages, 1993, blz. 186.
2. ↑  De villa Noviliaco

- Bibliothèque nationale de France: cb120835006 (data)
- Catàleg d'autoritats de noms i títols de Catalunya: 981058519802406706
- Gemeinsame Normdatei: 118551280
- International Standard Name Identifier: 0000 0001 2278 7244
- Library of Congress Control Number: n82217429
- Nationale Bibliotheek van Letland: 000179697
- Nationale Bibliotheek van Tsjechië: jn19981001459
- Nationale Bibliotheek van Israël: 987007262759805171
- Nederlandse Thesaurus van Auteursnamen: 072447575
- Istituto Centrale per il Catalogo Unico: MILV058393
- LIBRIS: 190750
- SNAC: w6p0013s
- Système universitaire de documentation: 029149207
- Trove: 1303238
- Virtual International Authority File: 41865587
- WorldCat: E39PCjKx8BpQXjxWgDgQ6rbXtX